# Nok (oiseau)
Pour les articles homonymes, voir NOK.
Genre
Nok est un genre monotypique de passereaux de la famille des Pycnonotidae. Il comprend une seule espèce de bulbuls.

## Répartition

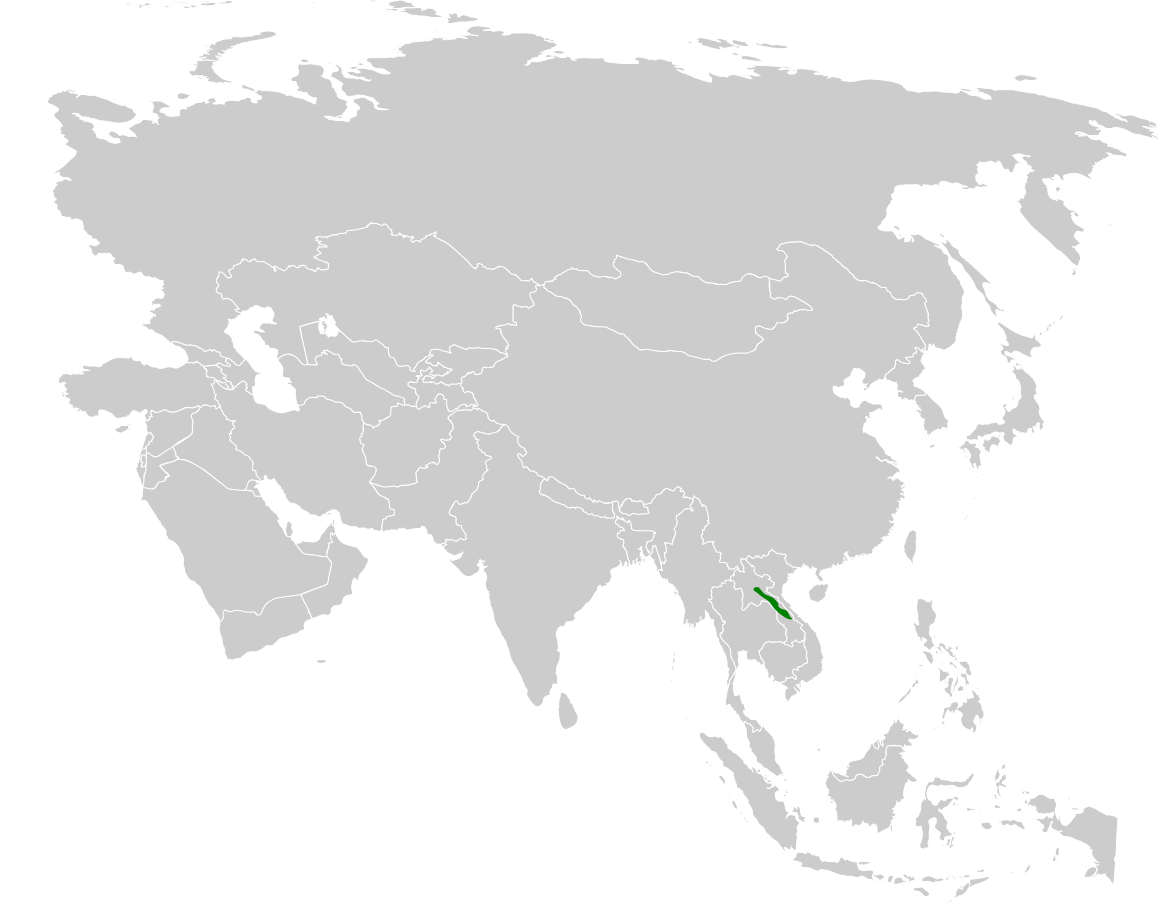
Répartition de Nok.

Ce genre est endémique du Laos.

## Liste alphabétique des espèces
Selon la classification de référence du Congrès ornithologique international (version 8.2, 2018) :
- Nok hualon (Woxvold, Duckworth & Timmins, 2009) — Bulbul à face nue, Bulbul hualon

## Taxonomie
Ce genre monotypique a été créé par la classification de référence du Congrès ornithologique international (version 8.2, 2018). Auparavant l'espèce Nok hualon faisait partie du genre Pycnonotus.